# 国立病院機構岩手病院
独立行政法人国立病院機構岩手病院（どくりつぎょうせいほうじんこくりつびょういんきこういわてびょういん）は、岩手県一関市にある医療機関。国立病院機構に属する病院で、政策医療分野における重症心身障害と神経・筋疾患、長寿医療を対象とした医療を中心に地域と連携した医療を提供している。病院の基本理念は「心からの満足すべき全人的医療を目指します」。

## 概要
当初は傷痍軍人療養所として創設され、戦後に厚生省に移管され国立療養所となった。戦後は結核治療を行っていたものの患者数減少により、他の国立療養所と同様に重症心身障害、神経難病、脳卒中後遺症などの患者への医療を提供する病院となった。近年は地域医療にも力を入れており、低肺機能性疾患や回復期リハビリテーションなど専門分野を中心に、脳卒中・大腿骨頸部骨折のクリティカルパス、二次救急病院輪番体制への参加、地域医療連携室や開放型病床の設置、CTなど医療機器の共同利用など各種取り組みを進めている。

## 沿革
- 1942年（昭和17年）  10月 - 軍事保護院傷痍軍人岩手療養所として創設。
- 1945年（昭和20年）- 厚生省へ移管、国立岩手療養所となる。
- 1946年（昭和21年）04月01日 - 国立花巻療養所および国立花巻温泉療養所が分院となる[5]。
- 1951年（昭和26年）04月01日 - 国立花巻療養所が独立[5]。
- 1952年（昭和27年）04月01日 - 国立花巻温泉療養所が独立、国立陸中療養所となる[5]。
- 1999年（平成11年）09月 - 人工呼吸器停止死亡事故が発生。
- 2000年（平成12年）06月 - 保険医療機関取り消し処分を受ける。
- 2000年（平成12年）  6月 - 結核病棟（100床）を廃止。
- 2000年（平成12年）  9月 - 保険医療機関再指定。
- 2004年（平成16年）04月 - 独立行政法人化により国立病院機構岩手病院となる。
- 2011年（平成23年）03月 - 東北地方太平洋沖地震により被災。
- 2016年（平成28年） - 免震構造の新病棟完成

## 診療科
- 内科
- 心療内科
- 神経内科
- 呼吸器科
- 消化器科
- 循環器科
- 小児科
- 外科
- 脳神経外科
- リハビリテーション科
- 歯科

## 医療機関の指定
（下表の出典）
| 保険医療機関                                   | 労災保険指定病院               |
| 身体障害者福祉法指定医の配置されている医療機関 | 生活保護法指定医療機関         |
| 結核指定医療機関                               | 戦傷病者特別援護法指定医療機関 |
| 原子爆弾被害者一般疾病医療取扱医療機関         | エイズ治療拠点病院             |
| 特定疾患治療研究事業委託医療機関               | 指定小児慢性特定疾病医療機関   |

- 救急告示病院（二次救急）[7]
- このほか、各種法令による指定・認定病院であるとともに、各学会の認定施設でもある。

## 不祥事・医療事故

### 人工呼吸器トラブルによる入院患者死亡事故
1999年9月9日深夜、第5病棟に入院していた筋ジストロフィーの男性患者が装着していた人工呼吸器が停止、患者が死亡する医療事故が発生した。調査では故障原因を特定することが出来なかったため、事故発生前に女性看護師が人工呼吸器の加湿器に給水を行った際に、アラームの消音スイッチとメインスイッチを間違えて操作したとして、業務上過失致死罪で起訴された。女性看護師は無罪を主張して裁判で争ったものの、一審で有罪となり、仙台高裁での控訴審、最高裁での上告審とも棄却されている。

### 医師名義貸しによる保険医療機関取り消し処分
勤務実態のない医師を常勤として届け出て診療報酬の不正請求を行ったとして、2000年6月1日に保険医療機関取消処分を受けた。岩手病院では当時、外来患者数の伸びに対して医師の確保が出来ず、医師数が医療法における人員配置標準を下回ることで診療報酬が減額されることを回避するため、勤務実態のない医師1名と週1回勤務の非常勤医師2名を常勤として届け出ていた。これによって、発生した診療報酬の不正請求は、合計10ヵ月間で8億1542万円に上った。保険医療機関取消処分を受けたため、重症心身障害患者（120名）以外の入院患者（72人）の約半数は退院または転院、約2000人の外来患者についても7割を他院へ紹介した。専門医療を必要とする神経難病、重症心身障害、低肺機能患者など569人については「療養費の受領委任払い」による診療継続が認められた。専門的治療が必要な患者の保護や適切な地域医療の確保の観点から、3か月後の2000年9月1日には、一般病床50床を休床として、神経内科、呼吸器科、小児科、歯科の4診療科について保険医療機関として部分的に再指定された。処分後から5年後の2005年6月1日に保険医療機関の指定の変更届を提出、一般病床50床を再開し診療科も従前の体制となった。

## アクセス
病院公式サイト「アクセス」も参照
- 東日本旅客鉄道東北新幹線、東北本線、大船渡線一ノ関駅より岩手県交通バス厳美渓線、瑞山線へ乗車、「岩手病院前」下車
- 東北自動車道一関インターチェンジより車で5分

## 外部サイト
- 独立行政法人国立病院機構 岩手病院ウェブサイト
- 独立行政法人国立病院機構ウェブサイト